# پارک ملی سوما

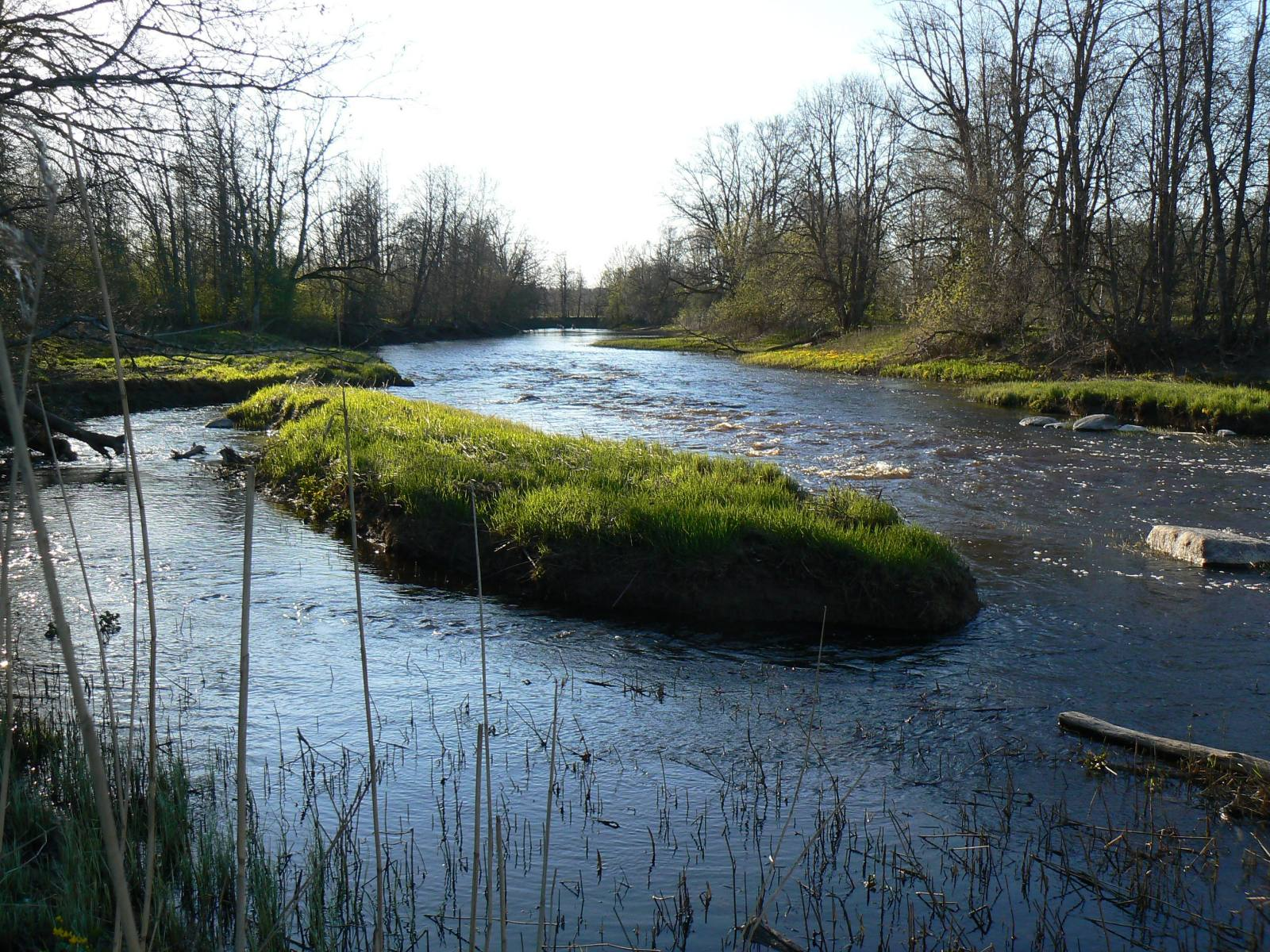

پارک ملی سوماً (Soomaa rahvuspark) نام یک پارک ملی در کشور استونی است.